# Jefferson County (Texas)
Das Jefferson County ist ein County im US-Bundesstaat Texas. Das U.S. Census Bureau hat bei der Volkszählung 2020 eine Einwohnerzahl von 256.526 ermittelt. Der Sitz der County-Verwaltung (County Seat) befindet sich in Beaumont.

## Geographie
Das County liegt im Osten von Texas am Sabine Lake und dem Sabine Pass, die die Mündung des Sabine River in den Golf von Mexiko und zugleich die Grenze zu Louisiana bilden. Das Jefferson County hat eine Fläche von 2878 Quadratkilometern, wovon 538 Quadratkilometer Wasserfläche sind. Es grenzt an folgende Nachbarcountys und -parishes:
| Liberty County  | Hardin County | Orange County              |
|                 |               | Cameron Parish (Louisiana) |
| Chambers County |               |                            |

## Geschichte

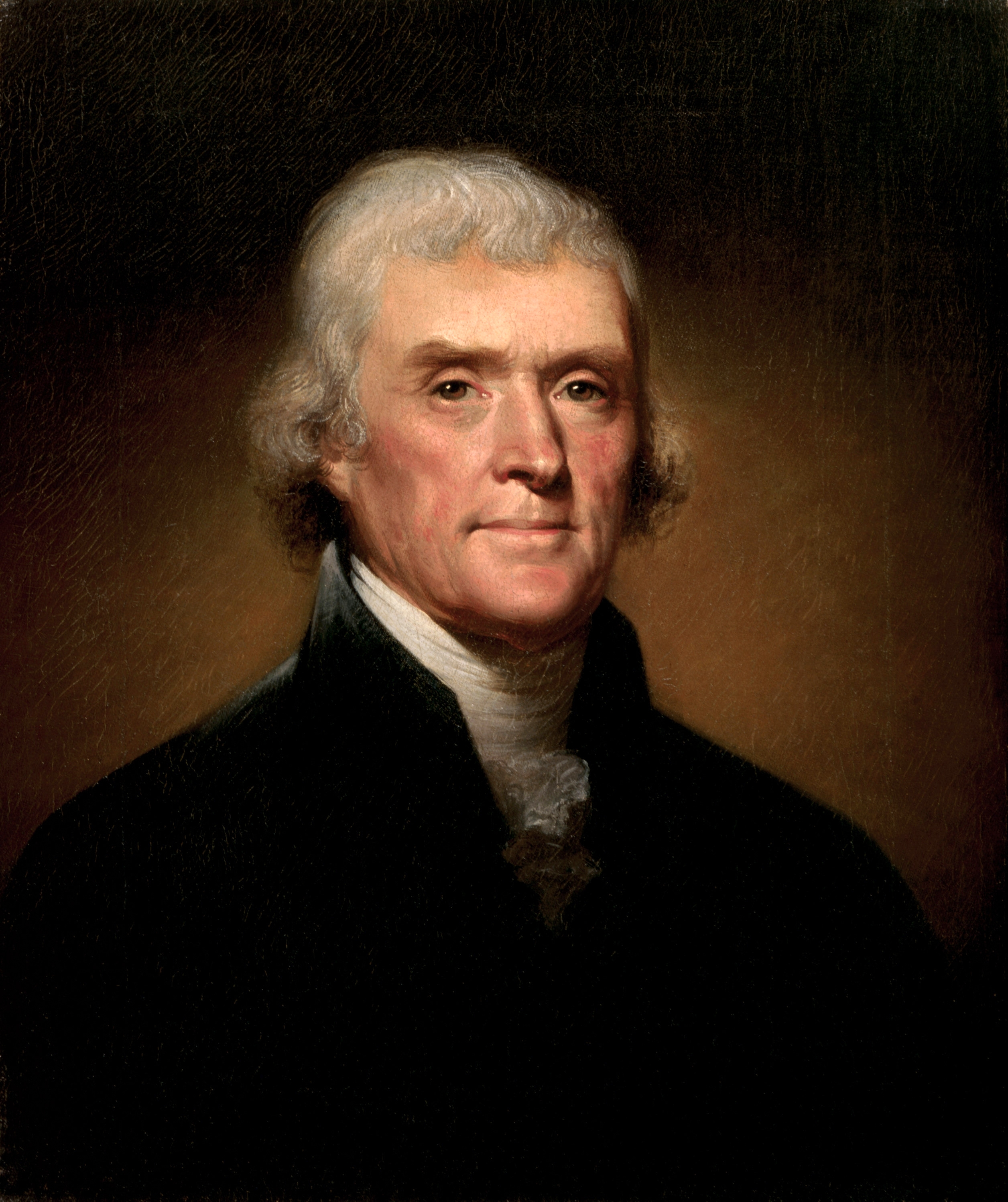
Jefferson

Das Jefferson County wurde am 17. März 1836 als Original-County gebildet. Die Verwaltungsorganisation wurde im folgenden Jahr abgeschlossen. Benannt wurde es nach Thomas Jefferson (1743–1826), dem dritten Präsidenten der Vereinigten Staaten (1801–1809).

Lucas Gusher, Spindletop Oil Field (2014)

24 Bauwerke, Bezirke und Stätten im County sind im National Register of Historic Places („Nationales Verzeichnis historischer Orte“; NRHP) eingetragen (Stand 25. November 2021), wobei das Lucas Gusher, Spindletop Oil Field den Status eines National Historic Landmarks hat.

## Demografische Daten

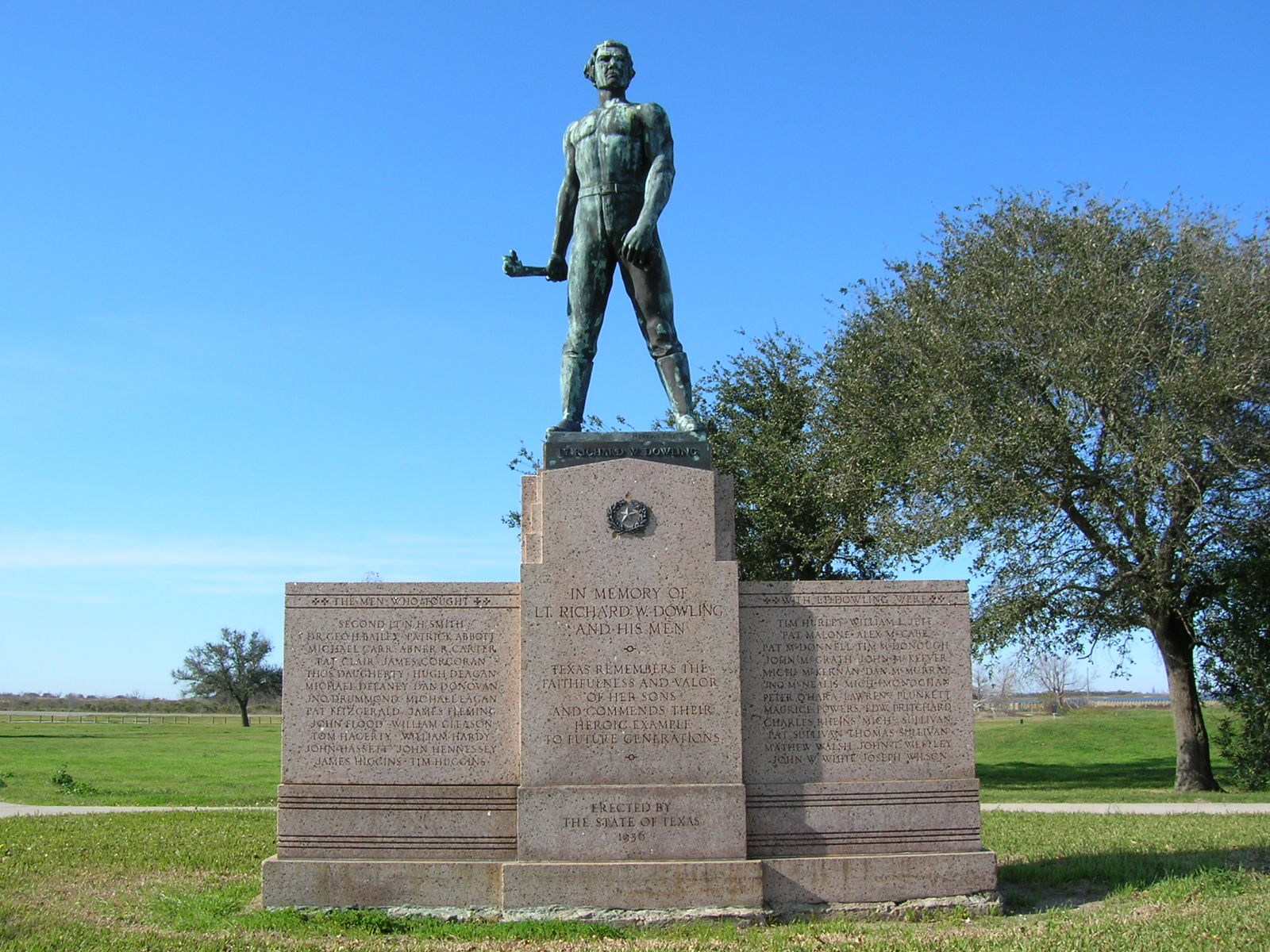
Richard Dowling Memorial

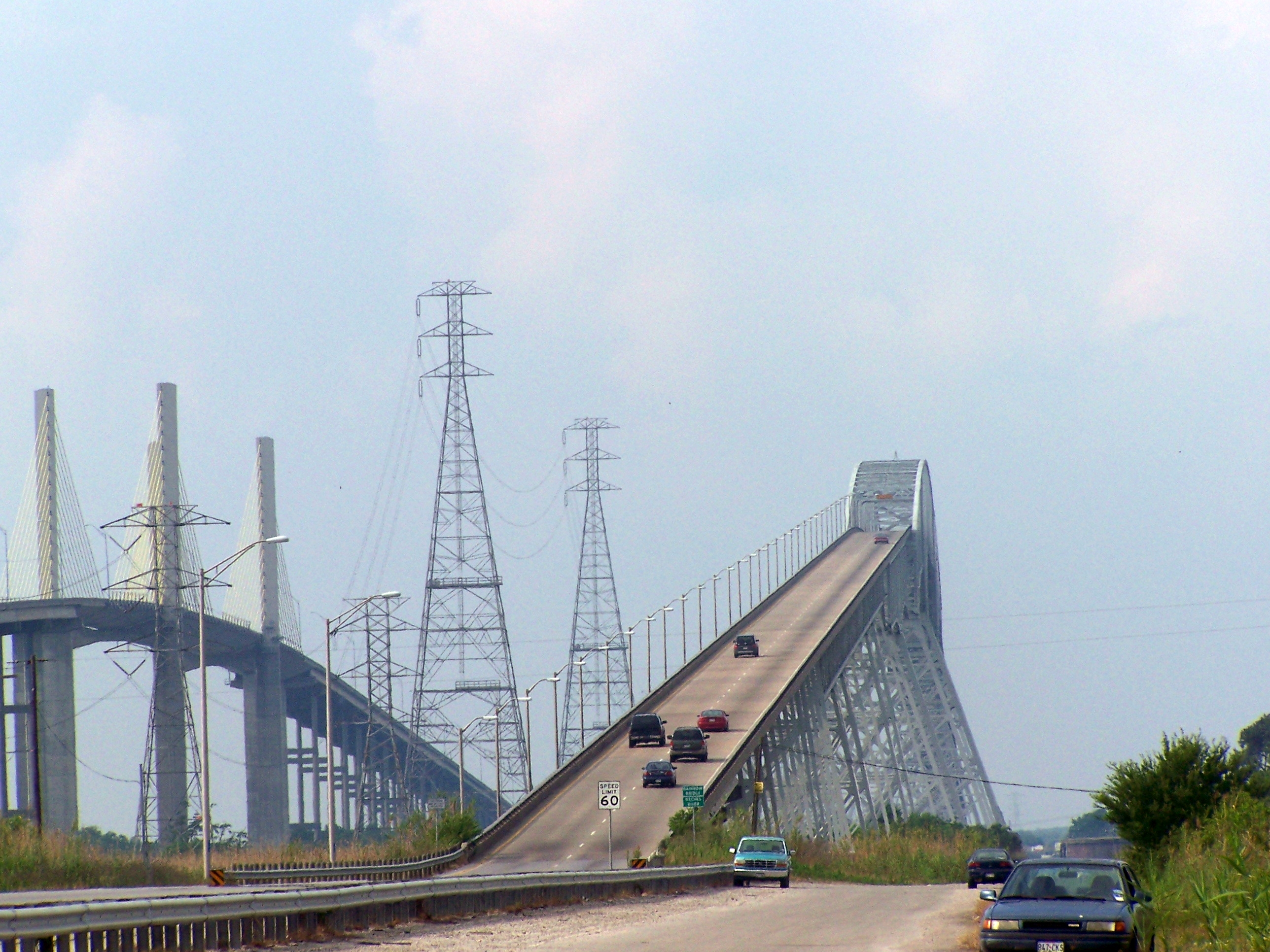
Rainbow Bridge zwischen Bridge City und Port Arthur, seit 1996 im NRHP gelistet

Nach der Volkszählung im Jahr 2010 lebten im Jefferson County 252.273 Menschen in 92.822 Haushalten. Die Bevölkerungsdichte betrug 107,8 Einwohner pro Quadratkilometer.
Ethnisch betrachtet setzte sich die Bevölkerung zusammen aus 52,2 Prozent Weißen, 33,8 Prozent Afroamerikanern, 0,5 Prozent amerikanischen Ureinwohnern, 3,4 Prozent Asiaten sowie aus anderen ethnischen Gruppen; 2,0 Prozent stammten von zwei oder mehr Ethnien ab. Unabhängig von der ethnischen Zugehörigkeit waren 17,0 Prozent der Bevölkerung spanischer oder lateinamerikanischer Abstammung.
In den 92.822 Haushalten lebten statistisch je 2,45 Personen.
23,9 Prozent der Bevölkerung waren unter 18 Jahre alt, 63,4 Prozent waren zwischen 18 und 64 und 12,7 Prozent waren 65 Jahre oder älter. 48,9 Prozent der Bevölkerung war weiblich.

Das jährliche Durchschnittseinkommen eines Haushalts lag bei 41.087 USD. Das Prokopfeinkommen betrug 21.670 USD. 19,1 Prozent der Einwohner lebten unterhalb der Armutsgrenze.

### Nationale Schutzgebiete
- Big Thicket National Preserve (teilweise)
- McFaddin and Texas Point National Wildlife Refuges

## Städte und Gemeinden
Citys
| - Beaumont - Bevil Oaks - China | - Groves - Nederland - Nome | - Port Arthur - Port Neches - Taylor Landing |

Census-designated places (CDP)
- Central Gardens

sonstige Unincorporated Communitys
| - Beauxart Gardens - Fannett - Hamshire | - LaBelle - Viterbo |